# Relaciones Armenia-Chile
Las relaciones Chile-Armenia son las relaciones internacionales entre la República de Armenia y la República de Chile.

## Historia

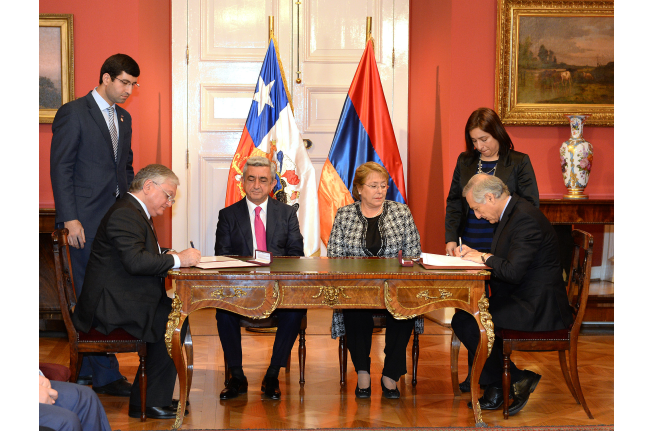
Firma de acuerdos bilaterales entre los cancilleres de Armenia y Chile, con ocasión de la visita de Estado del presidente armenio Serzh Sargsyan a Chile.

Tras la disolución de la Unión Soviética, ambos países formalmente establecieron relaciones diplomáticas en 1992. En 2007, el Senado de Chile reconoció el genocidio armenio, lo que fortaleció las relaciones bilaterales, que desde su establecimiento no fueron profundizadas en la práctica. En 2011, Armenia designó un cónsul honorario en Santiago, y tres años después, el presidente de Armenia, Serzh Sargsyan, efectuó una visita oficial a Chile, donde firmó con la presidenta Michelle Bachelet un memorándum de entendimiento en materia de cooperación, lo que ha permitido celebrar actividades y consultas regulares en temas de desarrollo industrial, ciencia y tecnología, sismología y salud.
Hacia 2015, la comunidad armenia en Chile alcanzaba unas quinientas personas. Varios armenios se establecieron en la década de 1940 en Santiago de Chile, en Ñuñoa, donde hoy existe una plaza denominada República de Armenia, inaugurada en 1988.

## Relaciones comerciales
Respecto al intercambio comercial entre ambos países, en 2023, este ascendió a los 18,8 millones de dólares estadounidenses, significando un crecimiento promedio anual del 9,5% en los últimos cinco años. Los principales productos exportados por Chile a Armenia fueron salmones, ciruelas secas y pasas, mientras que Armenia mayoritariamente exporta al país sudamericano concentrados de molibdeno.

## Misiones diplomáticas
- La embajada de Armenia en Argentina concurre con representación diplomática a Chile.[6] Asimismo, cuenta con un consulado honorario en Santiago de Chile.[7]

- La embajada de Chile en Rusia concurre representación diplomática a Armenia. Asimismo, cuenta con un consulado honorario en Ereván.[8]